# Peucedanum vaginatum
Peucedanum vaginatum är en flockblommig växtart som beskrevs av Carl Friedrich von Ledebour. Peucedanum vaginatum ingår i släktet siljor, och familjen flockblommiga växter. Utöver nominatformen finns också underarten P. v. pumilum.